# Zwierzno (gmina)
Zwierzno – dawna gmina wiejska istniejąca w latach 1945–1954 w woj. gdańskim (dzisiejsze woj. warmińsko-mazurskie). Siedzibą władz gminy było Zwierzno.
Gmina Zwierzno powstała po II wojnie światowej (1945) na terenie tzw. Ziem Odzyskanych (tzw. IV okręg administracyjny – Mazurski). 25 września 1945 roku gmina – jako jednostka administracyjna powiatu malborskiego – została powierzona administracji wojewody gdańskiego, po czym z dniem 28 czerwca 1946 roku weszła w skład woj. gdańskiego.
1 stycznia 1949 roku gminę przeniesiono do powiatu elbląskiego w tymże województwie; równocześnie do gminy Zwierzno przyłączono część obszaru gminy Jasna (gromadę Złotnica).
Według stanu z 1 lipca 1952 roku gmina składała się z 11 gromad: Dzierzgonka, Kępniewo, Markusy, Rachowo, Rozgart, Stalewo, Szaleniec, Wiśniewo, Złotnica, Zwierzeńskie Pole i Zwierzno. Gmina została zniesiona 29 września 1954 roku wraz z reformą wprowadzającą gromady w miejsce gmin. Jednostki nie przywrócono 1 stycznia 1973 roku wraz z kolejną reformą reaktywującą gminy.